# Episodi di Sulle tracce del crimine (terza stagione)
| nº | Titolo originale                 | Titolo italiano          | Prima TV Francia | Prima TV Italia |
| -- | -------------------------------- | ------------------------ | ---------------- | --------------- |
| 1  | Pour le meilleur et pour le pire | Una giovane sposa        | 20 novembre 2008 | 4 agosto 2011   |
| 2  | Gendarmes                        | L'informatore            | 20 novembre 2008 | 4 agosto 2011   |
| 3  | Foret noire                      | Foresta nera             | 27 novembre 2008 | 11 agosto 2011  |
| 4  | Baby-sitter                      | La baby sitter           | 27 novembre 2008 | 11 agosto 2011  |
| 5  | Le droit chemin                  | La retta via             | 4 dicembre 2008  | 18 agosto 2011  |
| 6  | En plein coeur                   | Dritto al cuore          | 4 dicembre 2008  | 18 agosto 2011  |
| 7  | Une femme comme les autres       | I vestiti di mamma       | 11 dicembre 2008 | 25 agosto 2011  |
| 8  | Surf                             | Surf                     | 11 dicembre 2008 | 25 agosto 2011  |
| 9  | Chute libre                      | Caduta libera            | 18 dicembre 2008 | 21 luglio 2011  |
| 10 | Bonne fee                        | Il mercante dei desideri | 18 dicembre 2008 | 28 luglio 2011  |

RAI 3 ha trasmesso l'episodio 9 il 21 luglio al posto dell'episodio 8 della seconda stagione, mentre l'episodio 10 è stato trasmesso all'inizio della terza come primo episodio, seguito dall'ultimo della seconda serie.

## Una giovane sposa
- Titolo originale: Pour le meilleur et pour le pire
- Diretto da:
- Scritto da: Sophie Baren, Nicolas Douay, Dominique Lancelot

### Trama
- Guest star: Jean-Pascal Lacoste, Christopher Buchholz, Patrice Valota

## L'informatore
- Titolo originale: Gendarmes
- Diretto da:
- Scritto da: Eric Rognard, Gilles Landry, Sophie Baren, Dominique Lancelot

### Trama
- Guest star: Jean-Pascal Lacoste, Christopher Buchholz

## Foresta nera
- Titolo originale: Foret noire
- Diretto da:
- Scritto da:

### Trama
- Guest star:

## La baby sitter
- Titolo originale: Baby-sitter
- Diretto da:
- Scritto da:

### Trama
- Guest star:

## La retta via
- Titolo originale: Le droit chemin
- Diretto da:
- Scritto da:

### Trama
- Guest star:

## Dritto al cuore
- Titolo originale: En plein coeur
- Diretto da:
- Scritto da:

### Trama
- Guest star:

## I vestiti di mamma
- Titolo originale: Une femme comme les autres
- Diretto da:
- Scritto da:

### Trama
- Guest star:

## Surf
- Titolo originale: Surf
- Diretto da:
- Scritto da:

### Trama
- Guest star:

## Caduta libera
- Titolo originale: Chute libre
- Diretto da:
- Scritto da: Eric Rognard, Dominique Lancelot

### Trama
- Guest star: Jean-Pascal Lacoste, Nathalie Besancon, Nicolas Marie

## Il mercante dei desideri
- Titolo originale: Bonne fee
- Diretto da:
- Scritto da: Catherine Cohen, Marie-Helene Bizet, Dominique Lancelot, Sophie Baren

### Trama
- Guest star: Jena Pascal Lacoste, Paola Plateau, Nathalie Blanc